# Histoire ferroviaire du Cap-Breton
Cet article présente l'histoire du chemin de fer à l'Île du Cap-Breton.

## Commencement
Le premier moyen de transport du Canada semblable à un chemin de fer a été construit au Cap-Breton par les Français dans les années 1720 entre une mine de gypse et ce qui est maintenant le fleuve Mira. Les rails étaient probablement en bois et les wagons probablement tirés par des chevaux. 

## Chemin de fer entre les mines et North Sydney
Ce n'est que plus de 100 ans plus tard  qu’un vrai chemin de fer sera construit sur l'île. Pendant la première moitié du XIXe siècle, une compagnie minière, la General Mining Association a construit un chemin de fer entre la mine Jacob et un quai du port de North Sydney et un autre entre les anciennes mines Lingan et Bridgeport et un quai dans l’anse Bridgeport, près de Glace Bay. Cette compagnie détenait un monopole sur l’industrie de charbon dans le comté de Cap-Breton jusqu'en 1858 quand elle a céda ses droits minéraux pour toutes les terres du Cap-Breton - sauf ceux pour 90 kilomètres carrés - au gouvernement de la Nouvelle-Écosse, qui offrait des permis d’exploration pour ces terres. Entre 1858 et 1875, neuf mines de charbon ont été creusées dans le comté. Les compagnies qui les ont creusées ont aussi construit des petites lignes de chemins de fer pour transporter le charbon vers les ports, dont ceux entre les mines Hub et Sterling et un port artificiel à l’embouchure de la crique Renwick à Glace Bay, celui entre la mine de New Victoria et le port de Sydney et un construit par l'International Company entre sa mine à Glace Bay et un quai qu’elle a construit dans le port de Sydney. Ce quai a été modifié depuis mais est encore en usage aujourd’hui pour le déchargement des navires qui apportent du charbon des États-Unis et d’Amérique du Sud pour alimenter les centrales électriques de Nova Scotia Power. En 1871, la Glasgow and Cape Breton Coal and Railway Company construit un chemin de fer entre Reserve et le port de Sydney. Le gouvernement provincial a décidé d'offrir les droits minéraux autour de Reserve à la compagnie qui complètera le chemin de fer dans cette région. En 1872, la voie est prolongée jusqu’à Schooner Pond (à l’est de Donkin) pour desservir deux mines de charbon. 

## Chemin de fer entre les mines et Louisbourg
En ce temps, il y avait quatre chemins de fer qui transportaient du charbon entre les mines et le port de Sydney. Le port est pris dans les glaces pendant l’hiver et l’embouchure du port est aussi habituellement complètement bloqué par les glaces pendant quelques semaines au printemps. Alors un ingénieur britannique, Frederick Gisborne, crée une compagnie pour construire un chemin de fer entre les mines de charbon et Louisbourg, le port le plus proche qui restait libre de glace pendant l’hiver. En promouvant son idée, sa compagnie a conçu un système de transport qui permettra à Louisbourg de reprendre sa place comme l'un des ports les plus importants de la façade atlantique. Du blé de l’Ouest canadien sera stocké dans des silos avant d’être transporté en Europe, des navires venant du Québec et de l’Ontario repartent avec une cargaison de charbon et des biens venant des Antilles seront acheminés vers Louisbourg avant d'être dispersés vers d'autres destinations.

## Chemin de fer entre Reserve et Louisbourg
La  construction du chemin de fer entre Reserve et Louisbourg a commencé en 1874. Trente-deux ponts et trente-cinq ponceaux en bois ont été construits, ainsi qu’un pont en fer sur le fleuve Mira. ce pont en fer a été fabriqué au Royaume-Uni et divisé en sections pour le voyage vers la baie Mira où les sections ont été déchargées et acheminées jusqu'au site de construction par des bœufs. En 1877, les investisseurs réalisèrent qu’ils perdaient rapidement de l’argent et ont alors désigné D.J. Kennelley, un ancien capitaine de l’armée britannique, comme directeur de la compagnie pour qu'il la rende bénéficiaire. Mais ce dernier échoua à la redresser et en 1878 les créditeurs saisir les valeurs de la compagnie et les revendirent pour une valeur de 12 000 £. M. Kennelley racheta le chemin de fer, chercha des nouveaux investisseurs et fini la ligne. Sa compagnie construisit aussi un quai portuaire, un hôtel, un garage pour les locomotives, une forge et deux maisons pour les employés de la compagnie, à côté des ruines de la forteresse de Louisbourg. Malheureusement, un feu de forêt en 1883 détruisit la majorité des ponts sur la portion de chemin de fer proche de Louisbourg. À cause d'une mauvaise situation économique du commerce de charbon à cette époque, la compagnie ne trouva pas l'argent pour les reconstruire et le chemin de fer fut abandonné.  	 

## Chemin de fer entre le détroit de Canso et Sydney
En 1863, John Jacob Astor, un riche homme d'affaires de New York, reçut une concession pour un chemin de fer de Cap-Breton, l'intérêt était alors revenu pour la construction d'un chemin de fer entre le détroit de Canso et Sydney. Des compagnies de chemin de fer furent fondées puis dissoutes, des plans élaborés et de l’argent fédéral disparut ce qui provoqua une enquête devant le Parlement à Ottawa (après la Confédération). 
Mais ce n’est qu’en 1885 que des études furent de nouveau faites pour trouver des routes possibles pour la voie de  chemin de fer. Deux routes furent alors choisies : une suivant le rivage des lacs Bras d’Or à Iona, puis à North Sydney. Cette route-ci nécessitait la construction d’un pont à Grand Narrows, l’autre passant par St. Peter’s et Louisbourg. Le  choix entre les deux routes fut extrêmement controversé. Des personnes écrivirent des lettres aux journaux, et des accusations de patronage furent lancées des deux côtés des lacs Bras d’Or. En 1889, le chemin de fer Intercolonial choisit la compagnie Ibester and Ried pour commencer la construction du chemin de fer entre Point Tupper et Iona. Robert G. Ried était un homme d’affaires bien connu pour ses travaux dans les chemins de fer au Canada. Sa compagnie termina sa partie du chemin de fer sans problèmes mais la compagnie qui construisait la partie de l’autre côté du pont à Grand Narrows fit faillite. Le gouvernement demanda alors à Hiram Donkin, l’ancien aide de Sanford Fleming, de finir cette portion. Le 18 octobre 1890, le voyage inaugural eut lieu entre Halifax et Sydney. Le train de cinq wagons du gouverneur général Lord Stanley fit le voyage entre Halifax et Mulgrave puis traversa le détroit de Canso sur un chaland à Point Tupper et continua jusqu'à Sydney où il arriva à 7h10. L'arrivée de ce premier train fut largement célébrée dans la ville.

## Mines de charbon du Cap-Breton
Pendant l’hiver 1891-1892,  deux hommes d’affaires de Boston, Frederick Pearson et J.A. Grant s'intéressèrent aux mines de charbon du Cap-Breton. Ils fondèrent une compagnie avec H.M. Whitney et des hommes d’affaires de la Nouvelle-Écosse qui regroupa toutes les mines de charbon et les chemins de fer à l’est de Sydney. Le 1er février 1893, DOMCO (The Dominion Coal Company) fut créée, avec les droits minéraux sur la majorité du charbon de l’île et obtint de l’argent provincial pour améliorer l'infrastructure des chemins de fer. Une nouvelle fois, Hiram Donkin en eut la charge. Il relia le réseau des anciennes compagnies minières entre elles et construisit une nouvelle voie de chemin de fer à Louisbourg. Cette nouvelle voie fut complétée en 1895, pour le 150e anniversaire de l’attaque par les Anglais sur Louisbourg. Cette voie avait une longueur de 59,5 kilomètres. 	

## Voie entre le chemin de fer Intercolonial et Inverness
De l’autre côté de l’île, l'Inverness Railway Company fut fondée en 1874. Son nom a changé plusieurs fois et des années ont passé avant que Donald Mann ne commence la construction de la voie entre le chemin de fer Intercolonial et Inverness. Cette nouvelle voie d'une longueur de 97,4 kilomètres fut ouverte le 15 juin 1901. En 1914, la compagnie ne put honorer ses remboursements d'emprunts et fut placée sous contrôle de curateurs. 

## Chemin de fer entre Point Tupper et Louisbourg
Le 23 août 1901, La Cape Breton Railway Limited commença à construire un chemin de fer entre Point Tupper et Louisbourg mais lorsqu'il atteint St Peter, l'argent manqua pour finir la voie qui alors fut arrêtée sur le côté ouest du canal. 	 

## Rachats des chemins de fer
Au cours du XXe siècle, tous les chemins de fer du Cap-Breton ont été rachetés par l'une des deux compagnies. Le chemin de fer Canadien National a été formé à partir du chemin de fer Intercolonial, un autre chemin de fer gouvernemental et trois chemins de fer privés en 1917. Il acheta le chemin de fer du Cap-Breton en 1920 et le chemin de fer d’Inverness en 1929. En 1968, quand DOMCO a cessé d’exister, le gouvernement fédéral a créé la Société de développement du Cap-Breton, ou DEVCO, qui prit le contrôle de toutes les mines de charbon et des chemins de fer de DOMCO.

## Chaussée de Canso
La construction de la chaussée de Canso entre 1952 et 1955 a permis aux trains de traverser directement le détroit de Canso. C’était le dernier grand projet de construction des chemins de fer de l'île du Cap-Breton. Par la suite, les chemins de fer de l'île ont progressivement été abandonnés, sans aucune nouvelle construction. Les brise-glaces ont rendu possible l'utilisation du port de Sydney en hiver, rendant inutile le chemin de fer de Louisbourg. Le dernier voyage sur cette ligne eut lieu en avril 1968, quand un train ramena du charbon à l’usine de  la National Sea Products. En 1980, le chemin de fer d’Inverness lui aussi cessa de fonctionner après que son client le plus important, la mine Evans, ait fermé à cause d'inondations. Le service de passagers de la VIA Rail cessa en 1990 mais un train touristique continua entre Sydney et Halifax chaque semaine durant l’été entre 2000 et 2004. En 1993, Canadien National vendit ses chemins de fer à l’est du Truro à RailTex, une compagnie américaine. Aujourd’hui, la compagnie veut abandonner la partie du chemin de fer à l’est du Lac MacIntyre au comté Richmond. Cela serait une tragédie pour l’économie de la région de Cap Breton car plusieurs entreprises ont besoin du chemin de fer pour survivre. Mais il n’y a pas assez de fret pour rendre cette partie du chemin de fer rentable même si la compagnie cherche des nouveaux clients. Ce problème est dû à la fermeture de l’acierie et la dissolution de la Société de développement du Cap-Breton, ses deux clients les plus importants. Quand la Société de développement du Cap-Breton a été dissoute, elle a revendu son chemin de fer à une compagnie qui appartient à Emera, qui contrôle Nova Scotia Power. Cette dernière l’utilise maintenant pour transporter du charbon entre l’ancien quai International et sa centrale électrique à Lingan. En 2005, le gouvernement régional du Cap Breton a décidé de transporter ses déchets de Sydney vers le comté de Guysborough par chemin de fer, entraînant une augmentation importante des revenus du chemin de fer et le gouvernement provincial a accepté un plan pour le développement de la mine Donkin proposé par Xstrata, une compagnie suisse. Si cette mine ouvre, elle pourrait alors fournir assez de charbon pour remplir les 5 000 wagons par année que Peter Touesnard, le directeur du Cape Breton and Central Nova Scotia Railway, estime nécessaires pour justifier dans le futur un service ferroviaire sur cette partie de voies ferrées.

## Sources
- J. W. Calder, All Aboard: The history and humour of a “forlorn” little train, and the people and commodities that it carried. Antigonish: Formac Limited, 1974.
- R. Chant, Cape Breton & Central Nova Scotia Railway, 1998 [lire en ligne] (accédé le 22 février 2005)
- R. Chant, Cape Breton Eastern Extension Railway, 1998 [lire en ligne] (accédé le 22 février 2005)
- R. Chant, Cape Breton Development Corporation Railway, 1998 [lire en ligne] (accédé le 22 février 2005)
- R. Chant, Sydney & Louisburg Railway, 1998 [lire en ligne] (accédé le 22 février 2005)
- R. Chant, Overview of the Development of Railways on the Sydney Coal Fields, 1998 [lire en ligne] (accédé le 22 février 2005)
- C. J. Churcher, Inverness Railway, 1998 [lire en ligne] (accédé le 22 février 2005)
- O. Fitzgerald, Cape Breton: A Changing Scene: a collection of Cape Breton photographs – 1860-1935, Sydney: City Printers Limited, 1986.
- T. C. Green, Train Scan: Canadian Railway News, 2003 [lire en ligne] (accédé le 22 février 2005)
- C. Hayes, Municipality wants to subpoena Hamm. Cape Breton Post, # 31, page A3, 7 février 2005
- T. Hendsbee & T. Gillis, Canso Causeway: Road to the Isles [lire en ligne] (accédé le 22 février 2005)
- F. Jackson & D. McGee, Rail Theatre Opens Again: Business prospect prompts delay in process to close rail line. Cape Breton Post, #32, page A8, 8 février 2005
- A.J.B. Johnston, Tracks Across the Landscape: The S&L commemorative history. Sydney: University College of Cape Breton Press, 1995
- N. Mika, H. Mika, D. Wilson, Illustrated History of Canadian Railways, Belleville: Mika Publishing Company, 1986
- I. C. Smith, History of Railway Companies in Nova Scotia, 2005, [lire en ligne] (accédé le 22 février 2005)
- W. Stewart, Cape Breton rail service rescued. Cape Breton Post: Progress 2003, page 99, 2003-4.